# Jong Kao-Woon
Jong Kao-Woon es un deportista surcoreano que compitió en judo. Ganó una medalla de plata en el Campeonato Mundial de Judo de 1979, en la categoría de –60 kg.

## Palmarés internacional
| Campeonato Mundial | Campeonato Mundial | Campeonato Mundial | Campeonato Mundial |
| Año                | Lugar              | Medalla            | Categoría          |
| ------------------ | ------------------ | ------------------ | ------------------ |
| 1979               | París (Francia)    | Medalla de plata   | –60 kg             |